# Robert Benson
Robert John "Bobby" Benson (Winnipeg, 18 de maio de 1894 - 7 de setembro de 1965) foi um jogador de hóquei no gelo canadense, campeão olímpico. Ele defendeu o Winnipeg Falcons,